# Kremnica
Kremnica (pronunciaciónⓘ, en húngaro: Körmöcbánya, en alemán: Kremnitz) es una ciudad situada en el distrito de Žiar nad Hronom. Desde el siglo X, el oro y la plata se han explotado en la ciudad y sus alrededores. Kremnica es una ciudad real libre minera desde 1328 y desde el siglo XIV se llama “Kremnica de oro”. La ciudad alberga la Casa de la Moneda de Kremnica, que es la casa de la moneda más antigua del mundo. El castillo de la ciudad en Kremnica es un monumento cultural nacional. En ese lugar se llevan a cabo varios eventos artísticos y deportivos de importancia eslovaca e internacional.

## Topografía
La ciudad está situada en la montañas de Kremnica, en la parte norte de Tekov y en el distrito de Žiar nad Hronom. Desde el noreste, el arroyo de Kremnica corre a través de la ciudad, que toma varios afluentes y el valle continúa en dirección sur. El valle también conduce a las carreteras principales: la carretera I / 65 a Martin, y en la misma dirección que conduce a la línea ferroviaria.
Martin está a 50 km al norte, Žiar nad Hronom a 17 km al sur.